# Gilda Ruta
Pour les articles homonymes, voir Ruta.
Gilda Ruta, née le 13 octobre 1853 à Naples et morte le 26 octobre 1932 à Manhattan, est une pianiste, professeur de musique et compositrice italienne.

## Biographie
La comtesse Gilda Ruta Cagnazzi est née à Naples, fille du compositeur Michele Ruta et de la chanteuse anglaise Emilia Sutton,.
Elle étudie la musique avec son père et avec le compositeur d'opéra Saverio Mercadante et devient une pianiste réputée.
Elle a joué devant la reine Margherita d'Italie au théâtre Constanzi de Rome (aujourd'hui Teatro dell'Opera di Roma) et a remporté une médaille d'or à l'Exposition internationale de Florence.
Veuve à 27 ans et mère de deux enfants, elle commence à composer. Elle déménage à New York en 1894, enseigne le piano à Greenwich Village et meurt d'une hémorragie cérébrale à Manhattan à l'âge de 79 ans,.

## Œuvres
Ruta a produit plus de 125 œuvres pour piano et orchestre, ainsi que pour l'opéra.
- Scherzo, pour piano-forte
- Voglio guarire, mélodie romantique
- Tempo di Gavotta e Musette, pour piano-forte
- Canto melanconico, pour contralto et basse
- La Gavotta, pour piano-forte
- Partirai!!, canto pour mezzo-soprano et baryton
- Alle stelle, mélodie romantique
- Canzone marinaresca, pour soprano
- Allegro appassionato, pour piano-forte
- Per te!, canto
- Dolci memorie!, mélodie
- Dammi un' ora d'amor!, mélodie romantique
- The Fire-Worshippers, opéra
- Cuore su Cuore, valse
- Siciliana, pour piano-forte